# Aloe albovestita
Aloe albovestita är en grästrädsväxtart som beskrevs av Susan Carter och Brandham. Aloe albovestita ingår i släktet Aloe och familjen grästrädsväxter. Inga underarter finns listade i Catalogue of Life.